# Yangzhong
Koordinaten: 32° 14′ N, 119° 48′ O
Yangzhong (chinesisch 扬中市, Pinyin Yángzhōng Shì) ist eine chinesische kreisfreie Stadt im südwestlichen Teil der Provinz Jiangsu, die zum Verwaltungsgebiet der bezirksfreien Stadt Zhenjiang gehört. Hauptort ist neben XinBa die Großgemeinde Sanmao (三茅镇). Yangzhong hat eine Fläche von 327,4 km² und zählt insgesamt ca. 300.000 Einwohner (Stand 2013).
Yangzhong ist eine Insel im Yangtze im südwestlichen Teil der Provinz Jiangsu. Sie gehört zum Verwaltungsgebiet der bezirksfreien Stadt Zhenjiang.
XinBa bietet deutschen Unternehmen, die sich dort niederlassen möchten, außerordentlich günstige Konditionen und sehr viel Unterstützung, speziell Unternehmen aus den Branchen Solartechnik, Elektrotechnik und Elektronik.

## Administrative Gliederung
Auf Gemeindeebene setzt sich die kreisfreie Stadt aus fünf Großgemeinden zusammen. 